# Мансонс-Корнерс (Нью-Йорк)
Мансонс-Корнерс (англ. Munsons Corners) — переписна місцевість (CDP) в США, в окрузі Кортленд штату Нью-Йорк. Населення — 2814 особи (2020).

## Географія
Мансонс-Корнерс розташований за координатами 42°34′26″ пн. ш. 76°12′8″ зх. д. / 42.57389° пн. ш. 76.20222° зх. д. (42.573807, -76.202102).  За даними Бюро перепису населення США в 2010 році переписна місцевість мала площу 5,77 км², з яких 5,75 км² — суходіл та 0,02 км² — водойми.

## Демографія
Згідно з переписом 2010 року, у переписній місцевості мешкало 2728 осіб у 1142 домогосподарствах у складі 622 родин. Густота населення становила 473 особи/км².  Було 1196 помешкань (207/км²).
Расовий склад населення:
| - 91,1 % — білих - 3,0 % — чорних або афроамериканців - 2,5 % — азіатів - 0,5 % — корінних американців |

До двох чи більше рас належало 2,3 %. Частка іспаномовних становила 2,5 % від усіх жителів.
За віковим діапазоном населення розподілялося таким чином: 18,9 % — особи молодші 18 років, 62,8 % — особи у віці 18—64 років, 18,3 % — особи у віці 65 років та старші. Медіана віку мешканця становила 36,0 року. На 100 осіб жіночої статі у переписній місцевості припадало 87,0 чоловіків;  на 100 жінок у віці від 18 років та старших — 87,7 чоловіків також старших 18 років.
Середній дохід на одне домашнє господарство  становив 50 193 долари США (медіана — 39 417), а середній дохід на одну сім'ю — 67 658 доларів (медіана — 53 438). Медіана доходів становила 48 631 долар для чоловіків та 55 700 доларів для жінок. За межею бідності перебувало 8,0 % осіб, у тому числі 0,0 % дітей у віці до 18 років та 7,7 % осіб у віці 65 років та старших.
Цивільне працевлаштоване населення становило 873 особи. Основні галузі зайнятості: освіта, охорона здоров'я та соціальна допомога — 40,1 %, мистецтво, розваги та відпочинок — 12,9 %, виробництво — 10,2 %, транспорт — 9,9 %.